# Egira alternatus
Egira alternatus är en fjärilsart som beskrevs av Walker 1856. Egira alternatus ingår i släktet Egira och familjen nattflyn. Inga underarter finns listade i Catalogue of Life.